# Draconarius terebratus
Draconarius terebratus là một loài nhện trong họ Amaurobiidae.
Loài này thuộc chi Draconarius. Draconarius terebratus được miêu tả năm 1997 bởi Peng & Jia-Fu Wang.